# Labette County
Labette County je okres ve státě Kansas v USA. K roku 2010 zde žilo 21 607 obyvatel. Správním městem okresu je Oswego. Celková rozloha okresu činí 1 692 km².